# Spotlight (album)
Spotlight is het tweede muziekalbum van de Nederlandse meidengroep Djumbo. Het album verscheen in 2007.

## Singles
- Boya Boya Bay (8 mei 2006)
- Undercover (22 november 2006)
- Boy I Like Ya (28 juli 2007)
- Dit Is Real (17 november 2007)
- Abracadabra (10 mei 2008)

## Tracklist
1. Dit Is Real
2. Boya Boya Bay
3. Abracadabra
4. Who Do You Wanna Be?
5. Let Me Love You
6. Undercover
7. Magic Beat
8. Let's Play
9. Boy I Like Ya
10. Djumpin'
11. I Do I Do
12. I Wanna Thank You